# Storžič
Storžič (manchmal auch Storžec) ist mit 2132 Metern der höchste Berg im westlichen Teil der Steiner Alpen (slowenisch Savinjske Alpe bzw. Kamniško-Savinjske Alpe). Der Gipfel sieht von allen Seiten wie ein gleichmäßiger Kegel (slow. stožec) aus, was dem Berg seinen Namen gab.

## Geographie
Am Gipfelhang fallen nach Süden grasbewachsene Klippen ab, während er weiter unten von Wald bedeckt ist. In westlicher Richtung fällt er über einen schmalen und langen Kamm namens Psica zum Sattel Mala Poljana (1325 m) ab. Im Norden fällt er mit Felswänden und Schluchten in das Lomščica-Tal ab, und im Osten schließt er an den Bašeljski vrh mit einem kürzeren Felsrücken (1744 m) an. Es ist vom zentralen Hochland durch das Tal der Kokra getrennt.

## Geschichte
Aufgrund seiner Lage und Bekanntheit interessierten sich schon früh viele Naturforscher, darunter Scopoli und Wulfen, für den Storžič.

## Panorama

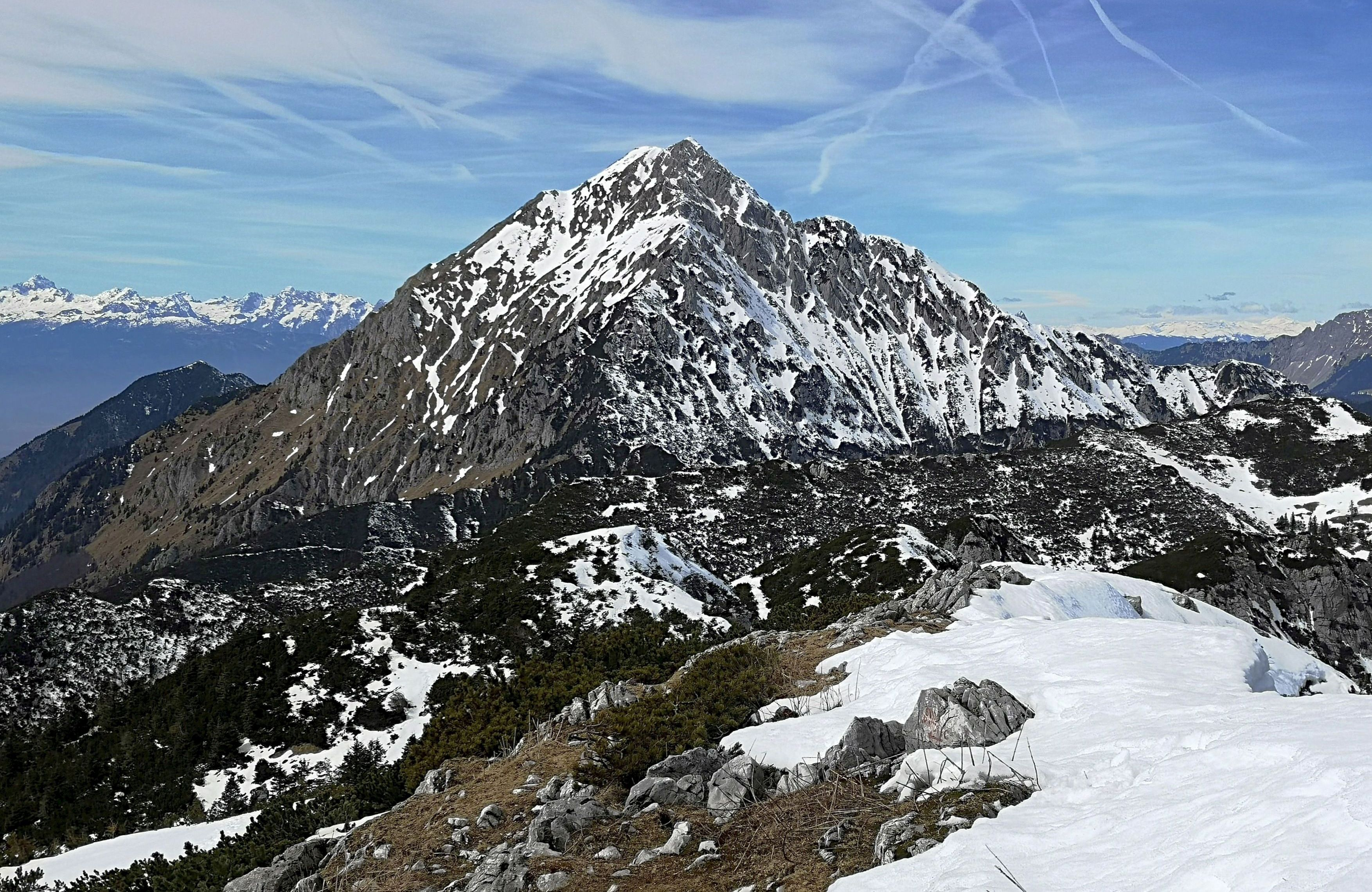
Storžič vom Srednji Vrh aus gesehen

Aufgrund seiner Höhe und Lage ist der Storžič einer der eindrucksvollsten Gipfel in den Steiner Alpen. In Richtung Süden reicht der Blick über das Laibacher Becken bis zum Krim(berg), den Javorniki unterhalb des Snežnik, zum Nanos und dem Bergland von Škofja Loka. Im Westen präsentiert sich der gesamte östliche Teil der Julischen Alpen mit dem Triglav. Benachbart im Norden sind die Karawanken mit Hochstuhl (Stol), Begunjščica und Košuta. Im Osten, über dem Kokra-Tal, erheben sich der Kamm der Kočna und der Grintovec, der über den Sattel Kokrski sedlo mit dem Kalški Greben in der Krvavec-Gruppe verbunden ist.